# Anne Luijten
Anne Luijten (Rijswijk, 4 april 1994) is een Nederlandse atlete, die is gespecialiseerd in de lange afstand. Zij werd driemaal Nederlands kampioene en nam eenmaal deel aan de Olympische Spelen.

## Biografie
Anne Luijten werd op 16 april 2023 Nederlands kampioene tijdens de Rotterdam Marathon in een tijd van 2:30.59. Luijten ging als favoriete voor de nationale titel van start. Ze liep een jaar eerder haar eerste marathon in 2:36.34.
Op 1 oktober 2023 werd ze tijdens de Bredase Singelloop Nederlands kampioene op de halve marathon.
Op 15 oktober 2023 werd Luijten met een tijd van 2:26.36 tiende bij de marathon van Amsterdam. Met deze prestatie liep ze de limiet voor kwalificatie voor de marathon op de Olympische Spelen van 2024, waar ze als vijftigste over de finish kwam. 
Ze studeerde en trainde vijf jaar in het Amerikaanse Portland. Luijten is werkzaam bij de gemeente Arnhem als bestuursadviseur Groene Leefomgeving, als columniste bij de website InRijswijk en eigenaar/medewerker van de website Hardloopnetwerk.nl.

## Nederlandse kampioenschappen
Weg
| Onderdeel      | Jaar       |
| -------------- | ---------- |
| halve marathon | 2023       |
| marathon       | 2023, 2024 |

## Persoonlijke records
Baan
| Onderdeel | Prestatie | Datum        | Plaats    |
| --------- | --------- | ------------ | --------- |
| 800 m     | 2.13,74   | 12 mei 2012  | Hoorn     |
| 1500 m    | 4.21,92   | 15 mei 2016  | Portland  |
| 3000 m    | 9.16,39   | 20 juni 2015 | Iraklion  |
| 5000 m    | 16.06,07  | 27 juni 2015 | Eindhoven |
| 10.000 m  | 33.33,40  | 20 mei 2023  | Londen    |

Weg
| Afstand        | Prestatie | Datum             | Plaats    |
| -------------- | --------- | ----------------- | --------- |
| 5 km           | 2:17.39   | 19 mei 2019       | Nijmegen  |
| 10 km          | 2:32.47   | 3 september 2023  | Rotterdam |
| 10 Eng. mijl   | 2:55.16   | 17 september 2023 | Zaandam   |
| halve marathon | 1:10.39   | 10 maart 2024     | Den Haag  |
| marathon       | 2:26.36   | 15 oktober 2023   | Amsterdam |

## Palmares

### 10 km
- 2018: 7e NK – 34.33
- 2019: 7e NK – 34.40
- 2021: 19e NK – 36.03
- 2023: 5e NK – 33.31
- 2023:  Big 10 te Rotterdam - 32.47
- 2024:  NK - 33.06

### 15 km
- 2022: 15e Zevenheuvelenloop – 51.09

### 10 Engelse mijl
- 2023: 10e Dam tot Damloop – 55.16

### halve marathon
- 2022: 4e NK halve marathon – 1:14.11
- 2023:  NK te Breda – 1:13.26
- 2024: 7e halve marathon van Egmond - 1:13.21
- 2024:  City-Pier-City Loop - 1:10.39
- 2024: 33e EK - 1:12.17

### marathon
- 2022: 12e marathon van Rotterdam – 2:36.34
- 2023:  NK – 2:30.59
- 2023: 10e marathon van Amsterdam – 2:26.36
- 2024: 12e marathon van Rotterdam ( NK) – 2:28.47
- 2024: 50e OS – 2:33.42